# Haysen Percovich
Haysen Percovich Palma (Lima, 9 de junio de 1976) es un actor, director y productor peruano, que ha desarrollado su carrera artística en el cine, teatro y televisión. 
Dentro de sus trabajos actorales, se ha destacado por sus papeles antagónicos en diferentes producciones nacionales, especialmente dando conocer por interpretar a los personajes de Tyson en la serie de televisión peruana Misterio y «el Conde» en la secuela La gran sangre.

## Biografía
Nació el 9 de junio de 1976 en Lima, bajo el nombre completo de Haysen Percovich Palma. Proveniente de una familia de clase media, estudió teatro en la Escuela Nacional Superior de Arte Dramático, complementando con los talleres de actuación a cargo de la dirección de Roberto Ángeles.
Comenzó su carrera artística a los 24 años en 2001, haciendo su debut con los cortometrajes El recolector y Los que no llegaron como rol principal.
Pero no fue hasta el año 2003 cuando le llegaría la oportunidad de ser parte de la obra teatral Un misterio, una pasión donde ha interpretado a Tyson, un barrista del club Universitario de Deportes, que a base de violencia buscaría el respeto de la gente, metiéndose en líos y problemas policiales. Tras el éxito de su personaje que lo llevó al estrellato, retomó el mismo rol en la teleserie Misterio al año siguiente e iniciaría una etapa de colaboraciones con la extinta productora Capitán Pérez. En el año 2005, se incluye al reparto protagónico de la telenovela Lobos de mar, bajo el papel de Minaya, quién trabajaba como pescador. 
En el año 2006, asumiría por primera vez el antagónico principal de la otra producción local La gran sangre en el papel de «el Conde», líder de una organización criminal, en el cual se enfrentaría a los protagonistas Mandril, Dragón y Tony Blades, volviendo a interpretar al personaje en la temporada 2007 y la película del mismo nombre. Seguidamente, asumió por primera vez el protagónico de la telenovela Golpe a golpe como Fredy, quién se pelea con su mejor amigo por el amor de una chica. En el año 2008, protagoniza la película Un cuerpo desnudo de la dirección de Francisco Lombardi, interpretando a «Negro», quién junto a sus tres amigos se fueron a jugar póker y se topan con el cuerpo de una mujer.
Como director, fue parte de la elaboración del montaje peruano Cacúmenes en el año 2010, compartiendo el rol junto a Ximena Arroyo. Además, asumió la producción de la telenovela Chico de mi barrio, teniendo como protagonistas a los actores Aldo Miyashiro y Emilram Cossío. Fue director de la adaptación de la obra de teatro Gaviota en 2017 y la tragedia Los últimos días de Judas Iscariote el año 2022, contando con la presencia de los alumnos de la ENSAD como parte del elenco. Trabajó en la elaboración del montaje Tu ternura Molotov en 2012, teniendo como protagonistas a Pietro Sibille y Mónica Rossi. Volvió a la dirección en el año 2019, participando en la obra Más pequeños que el Guggerheim, protagonizada por los actores César Ritter, Alonso Cano y Armando Machuca.
Percovich participó como antagonista de la película Once machos en 2017, interpretando a Jaime, un gánster adinerado y dueño del equipo de fútbol «Los Diamantes», fue parte del reparto principal del montaje Muerte en el Pentagonito y la película Rapto en 2019, y volvió a asumir el protagónico con la película La banda presidencial en el año 2022, interpretando a un hombre quién junto a sus amigos se quiso hacerse pasar de delincuente para secuestrar a un congresista. En el año 2023, participó recurrentemente en la telenovela Perdóname, interpretando al boxeador Freddy «la Raza» Chávez, quién se enfrentó con el protagonista «Lito» Acosta por el título de campeón de boxeo.  
En la actualidad, Percovich se desempeña en la rama de la enseñanza, realizando clases de actuación para niños y jóvenes, además de ejercer el cargo de la jefatura de la carrera de actuación de la ENSAD, además de participar en otros papeles para cine, televisión y teatro.

## Filmografía

### Televisión
| Año       | Título                       | Rol                          | Notas                         | Emisión                 |
| --------- | ---------------------------- | ---------------------------- | ----------------------------- | ----------------------- |
| 2004      | Misterio                     | Tyson                        | Rol de antagonista reformado  | Frecuencia Latina       |
| 2005      | Lobos de mar                 | Minaya                       | Rol principal                 | Frecuencia Latina       |
| 2006-2007 | La gran sangre               | «El Conde»                   | Rol de antagonista principal  | Frecuencia Latina       |
| 2006-2007 | La gran sangre               | Capitán Pérez                | Rol secundario                | Frecuencia Latina       |
| 2007      | Golpe a golpe                | Fredy                        | Rol protagónico               | Frecuencia Latina       |
| 2009      | Clave uno: médicos en alerta |                              | Rol secundario                | Frecuencia Latina       |
| 2010      | Chico de mi barrio           | Él mismo                     | Productor general             | Panamericana Televisión |
| 2018      | El último bastión            | Blas                         | Rol principal                 | TV Perú                 |
| 2019      | Señores papis                | Guillermo Espinoza Caballero | Rol principal                 | América Televisión      |
| 2023      | Perdóname                    | Freddy «la Raza» Chávez      | Rol de antagonista recurrente | América Televisión      |
| 2025      | Eres mi sangre               | Damián Santana               | Rol de antagonista recurrente | América Televisión      |

### Cine
| Año  | Título                       | Rol                                       | Notas                        |
| ---- | ---------------------------- | ----------------------------------------- | ---------------------------- |
| 2001 | El recolector                |                                           | Rol coprotagónico            |
| 2001 | Los que no llegaron          |                                           | Rol coprotagónico            |
| 2007 | La gran sangre: La película  | «El Conde»                                | Rol de antagonista principal |
| 2009 | Un cuerpo desnudo            | «Negro»                                   | Rol protagónico              |
| 2015 | Atacada, la teoría del dolor |                                           | Rol de antagonista principal |
| 2017 | La última noticia            |                                           | Rol principal                |
| 2017 | Once machos                  | Jaime                                     | Rol de antagonista principal |
| 2017 | La hora final                | «El Negro»                                | Rol principal                |
| 2019 | Rapto                        | Tito                                      | Rol principal                |
| 2020 | Función velorio              |                                           | Rol principal                |
| 2021 | Doblemente embarazada        | Policía                                   | Rol secundario               |
| 2022 | La banda presidencial        | Delincuente enmascarado de Ollanta Humala | Rol protagónico              |

## Teatro
- Un misterio, una pasión (2003), Tyson.
- Cacúmenes (2010), director.
- Tu ternura Molotov (2012), director.
- Gaviota (2017), director.
- Muerte en el Pentagonito (2019), rol principal.
- Más pequeños que el Guggerheim (2019), director.
- Los últimos días de Judas Iscariote (2022), director.